# Nixon Pryor Roundtree
 (octobre 2023).
Si vous disposez d'ouvrages ou d'articles de référence ou si vous connaissez des sites web de qualité traitant du thème abordé ici, merci de compléter l'article en donnant les références utiles à sa vérifiabilité et en les liant à la section « Notes et références ».
Albums de Richie Rich
The Game
(2000)
Nixon Pryor Roundtree est le cinquième album studio de Richie Rich, sorti le 30 juillet 2002. 

## Liste des titres
| No  | Titre                                                  | Durée |
| --- | ------------------------------------------------------ | ----- |
| 1.  | Wake Up                                                | 4:54  |
| 2.  | How I Ride (featuring Justice)                         | 4:03  |
| 3.  | Say Bitch (featuring Too $hort)                        | 3:53  |
| 4.  | What It Do (featuring The Replacement Killerz)         | 5:39  |
| 5.  | Smoke N Fuck                                           | 3:42  |
| 6.  | N.P.R. (featuring DeeDee Wells)                        | 4:09  |
| 7.  | Scrapers (featuring J. Stalin)                         | 4:31  |
| 8.  | Betta Luv Ya Bitch (featuring The Replacement Killerz) | 4:44  |
| 9.  | No Degreez (featuring PSD)                             | 3:26  |
| 10. | Thru With It                                           | 3:53  |
| 11. | Pretty Bitches (My Anthem)                             | 3:58  |
| 12. | Still My Nigga (featuring Harm)                        | 4:12  |
| 13. | N.Y. 2 Da O (featuring Wayno)                          | 4:01  |